# Dondon (La Rioja)
Dondon es un despoblado que actualmente forma parte del municipio de Haro, de la comunidad autónoma de La Rioja (España).

## Historia
Documentado desde 1047, en que Dondon junto con Briñas, es cedida al monasterio de Leyre por Sancho Fortúnez, tras haberla recibido este de García de Navarra después de luchar en Tafalla contra el rey Ramiro I de Aragón.
Haro, la Judería de Dondon y Briñas formaban un núcleo de población ininterrumpido que se quebró al ser expulsados los judíos en 1492, lo que hizo que se despoblara el meandro donde estaba asentado Dondon, convirtiéndose en tierras de labranza, y con los dineros sacados y las expropiaciones realizadas a los judíos se construyó la Iglesia de Santo Tomás en los primeros años del siglo XVI. Haro ganó una bella iglesia, pero perdió un pueblo. Los habitantes de Briñas al estar separados de Haro por el despoblado decidieron escindirse como barrio de Haro; hubo un fuerte pleito ante la negativa de Haro, pero el 21 de septiembre de 1632, el Rey Felipe IV concedió dicha escisión y autorizó a que Briñas formará Concejo propio.
Actualmente sus tierras son conocidas con el topónimo de Carabriñas.